# Леонтій Лащинський
Леонтій Лащинський герба Ляриса (? — 1680–1719) — український державний діяч доби Гетьманщини. Сотник Красноколядинської сотні Прилуцького полку (1710–1717). Значний військовий товариш, бунчуковий товариш.

## Біографія
Лащинський, за версією Лазаревського, за походженням був підлипенський козак (початкове прізвисько Лащ), здобув добру освіту. Одружився з Марією Тимофіївною Радич (?-1773), однією з п'яти дочок гирявського державця Тимофія Радича й онукою Івана Носа, прилуцького полковника. Але при цьому результати генетичних тестів нащадків Лащинських (E-CTS9320 і I-Y4882) і нащадків подліпенскіх козаків Лащей (N-M231) не підтверджують цю версію
Лащинський став сотником Красноколядинської сотні не пізніше 1710 року за наказом новопоставленого тоді Іваном Скороподаським полковника Прилуцького Івана Носа, якого він «внуку держалъ», як казали тоді місцеві старожили.
Лащинський 1714  «на урядъ» отримав село Понори — знов-таки під час полковництва у Прилуках Івана Носа, 1717  після абшитування за ним затверджене тестеве село Гирявка. Д.: Марія Тимофіївна Радич (? — 1773), донька Тимофія Радича і онука Івана Носа, прилуцького полковника.
Лащинський керував Красноколядинською сотнею поки був живий полковник Іван Нос — похмура фігура в історії взяття московитами столиці Гетьманщини — Батурина. Після смерті Носа сотняни почали жалітися на Лащинського, і гетьман Іван Скоропадський його усунув, що випливає із цього Універсалу 1717 року:
«вычитавши мы выведенную, (по занесенной отъ сотнянъ Красноколядинскихъ на сотника жалобъ) инквизицію чрезъ п. Якова Лизогуба, бунч. наш. войск. генер., и хотячи, жеби дальшій межи ими не чинился заводъ (споръ) и не уростала ненависть, повелеваем ему, нынещнему Красноколядинскому сотникове, урядъ тотъ зложити, а на местце его ориднуемъ, отъ боку нашого, сотникомъ п. Марка Ангеліовского, которій у двору монаршого, при блаж. памяти царевне Наталіи Алексеевне, знайдовался, и разныхъ высокихъ особъ до нас были инстанціи (ходатайства), жебисмо показали ему местце и кондицію. Затимъ пишемъ, до его жъ п. бунч. енер., жеби одобравши короговъ отъ помянутого нынешн. сотника Красноколядинского Леонтія Лащинского, вреучилъ оную п. Ангеліовскому.»
Із цього Універсалу чітко видно, що для Ангеліовського (очевидно, колишнього придворного півчого) треба було очистити Красноколядинський сотничий уряд, а тому Лащинський і був усунений. Відсутність будь-якої провини у Лащинського видно з того, що в тому ж 1717 гетьман Скоропадський затвердив за ним (і при тому — несправедливо) «тестівське» с. Гирявку

## Родина
Лащинський мав синів: Андрія — бунчукового товариша (1740), Тимофія, Петра (1714-1762-?), який розпочав службу в Ніжинському полку 1738, став бунчуковим товаришем (з 1751). Серед онуків — Олексій Петрович Лащинський, секунд-майор Харківського мушкетерського полку російської армії. Правнучка по онуку Олексію — Опанасія Олексіївна Лащинська, вона ж — мати відомого історика Гетьманщини Олександра Лазаревського.
Цікаво, що прапрапрапраонук сотника Красноколядинського — Олександр Глібович Лазаревський (1910–2003) — 1935 року разом із матір'ю став жертвою сталінського терору, 5 років провів у концтаборах ГУЛАГ[джерело не вказане 1824 дні].